# Ngựa Henson
Ngựa Henson (tiếng Pháp: Cheval Henson hoặc Cheval de Henson) là một giống ngựa hiện đại của nước Pháp được hình thành và phát triển từ khu vực Baie de Somme ở Picardy (nay là một phần của Hauts-de-France), ở phía đông bắc nước Pháp là một khu vực tự nhiên rộng khoảng 70 km².. Giống ngựa này được lai tạo ra từ việc chọn giống trên những con ngựa cưỡi hạng nhẹ với những con ngựa giống nhỏ có trọng lượng nặng của giống ngựa Na Uy (Ngựa Fjord). Không giống như những giống ngựa khác ở Pháp, mục đích người ta khi tạo ra giống ngựa Henson này là để nuôi ngựa nhỏ thích hợp cho hoạt động cưỡi ngựa du lịch, do đó, đây là giống ngựa mới nhất trong tất cả các giống ngựa Pháp. 

## Lịch sử giống
Hiệp hội các nhà lai tạo ngựa Heson (Association du Cheval Henson) được thành lập vào năm 1983. Năm 1995, sổ phả hệ (sổ giống) được chốt lại đối với những con ngựa không được sinh ra từ ngựa giống bố mẹ Henson, vào năm 2003 giống ngựa này đã được Haras Nationaux và Ministère de l chính thức công nhận. Tổ chức de l'Agroalimentaire et de la Forêt của Bộ Nông nghiệp Pháp cũng công nhận giống ngựa này. Ngựa Henson trở thành một trong những biểu tượng giống nhau nhờ vào phương thức sinh sản "theo nghĩa của một khu vực được bảo tồn". Tác động kinh tế của nó vẫn còn khiêm tốn nhưng đang phát triển từ năm này qua năm khác với sự gia tăng của du lịch sinh thái.
Gần cuối những năm 1970, môn cưỡi ngựa trở thành một hình thức giải trí ngoài trời phổ biến cho các gia đình yêu thiên nhiên dẫn đến sự quan tâm ngày càng tăng đối với việc cưỡi ngựa đi bách bộ cũng như ngựa kéo xe ở Somme. Vào năm 2010, có khoảng 400 con ngựa Henson được xác định ở Pháp, bao gồm 200 con ở khu vực cưỡi ngựa "Henson-Marquenterre", ở Tourmont-Saint-Quentin, và khu vực "L'Étrier" Baie d'Authie:191. Vào năm 2011, một khu vực cưỡi ngựa mới được dành riêng cho giống ngựa này đã bắt đầu khánh thành ở Rue mang tên "Henson Stud". Năm 2006, ghi nhận có đến 31 nhà lai tạo với 9 con ngựa đực giống và 36 con ngựa non mới được sinh ra:70. Những con số này tương đối ổn định trong những năm tiếp theo. Cụ thể từ năm 2004-2007 như sau:
| Năm            | 2004 | 2005 | 2006 | 2007 | 2008 |
| Số sinh ở Pháp | 20   | 32   | 43   | 43   | ?    |